# Ines Papert

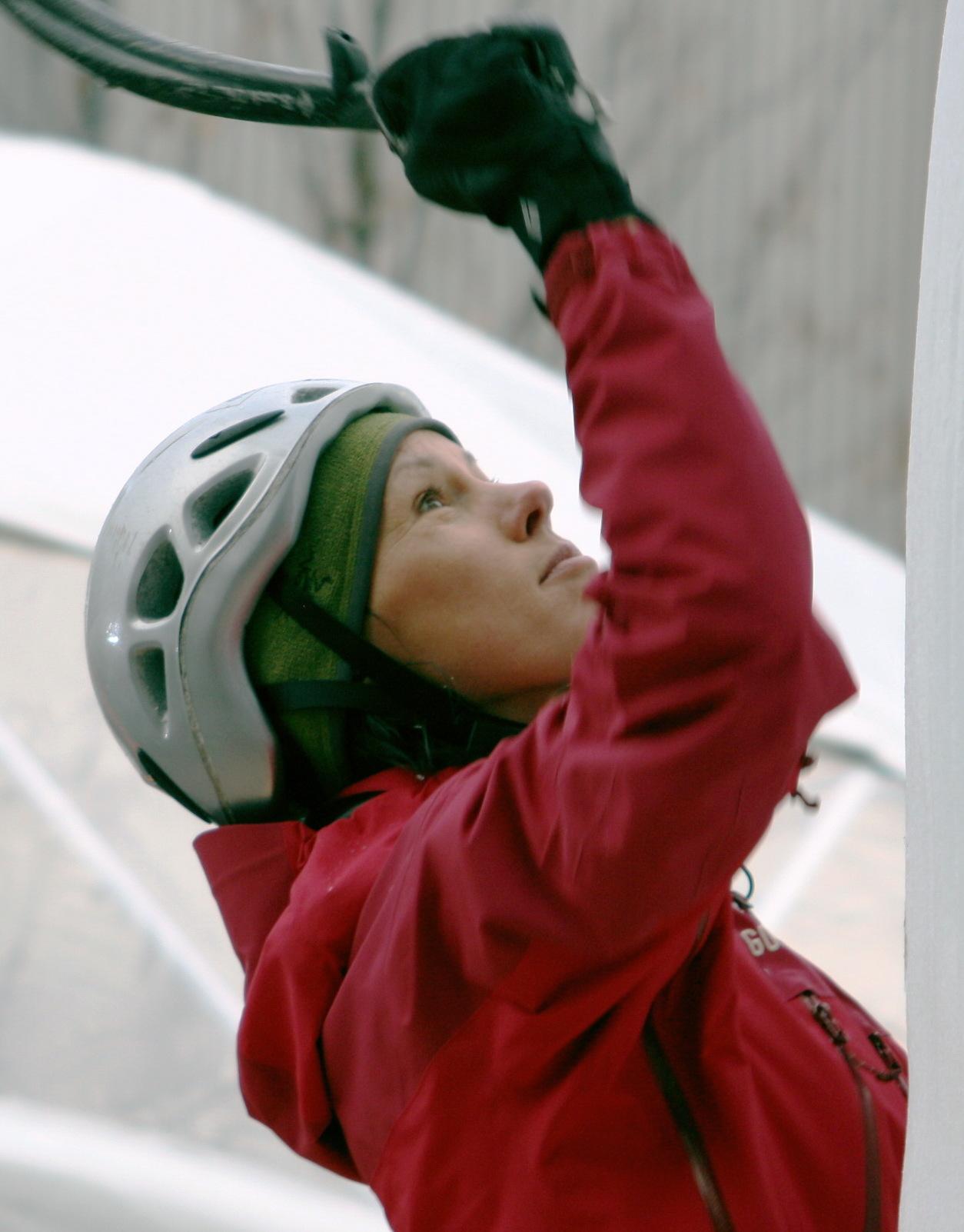
Ines Papert

Ines Papert (* 5. April 1974 in Lutherstadt Wittenberg) ist eine deutsche Sportkletterin, Höhenbergsteigerin und Eiskletterin, die weltweit Meilensteine im Eisklettern und Höhenbergsteigen gesetzt hat und mehrfache Weltmeisterin und Gesamt-Weltcupsiegerin ist.

## Leben

### Herkunft und Jugend
Ines Papert wuchs in der nordsächsischen Kleinstadt Bad Düben auf. Sie kommt aus einer musikalischen Familie und spielt Klavier und Saxophon. Nach ihrer Ausbildung als Physiotherapeutin 1993 siedelte sie nach Berchtesgaden um und nahm eine Stelle in einer Klinik in Bischofswiesen an. Hier entdeckte sie die Berge und eroberte sie durch Wandern, Klettern und auf dem Mountainbike. So war ihre erste Bergtour 1996 die Watzmann-Überschreitung. 1997 bestieg sie den höchsten Berg Amerikas, den Aconcagua.

### Eisklettern, Bergsteigen, Klettern
Nach der Erfahrung im Aconcagua wurden gefrorene Wasserfälle sowie Mixed-Routen ihre große Leidenschaft. 2000 nahm sie zum ersten Mal an einer Eiskletterwettkampf teil und wurde auf Anhieb Zweite. Bis 2006 gewann sie vier Weltmeisterschaften und 3 Mal den Gesamt-Weltcup. Im Eisfestival von Ouray gibt es nur ein Gesamtranking von Männern und Frauen, Pappert wurde 2005 Gesamtsiegerin – vor allen Männern. Im Jahr 2006 gelang ihr der erneute Sieg im Gesamtweltcup der Eiskletterer mit fünf von fünf möglichen Siegen. Sie war auch im „echten“ Eis erfolgreich: es gelangen ihr Wiederholungen schwerer Touren wie Mission Impossible (M11) oder Law and Order (M13) und etliche Erstbegehungen in Norwegen und Island. Am 26. Januar 2015 gelingt ihr die erst bekannte Wiederholung der extremen Mixed-Route Ritter der Kokosnuss (M12,WI5) in der Breitwangflue.
Aber auch Höhenbergsteigen hatte es Pappert angetan: 1998 nahm sie an einer Expedition nach Peru teil, bei der der Nevado Pisco, Nevado Alpamayo, Nevado Artesonraju und der Torre del Paron bestiegen wurden. 2007 nahm sie auch an Expeditionen in den Himalaya teil; seither führen sie Expeditionen nach Kanada, Nepal, Kirgisistan, Patagonien und nach Baffin.
Im Fels gelingt es Papert die Erfahrungen vom Sportklettern mit dem alpinen Klettern zu verbinden. So gelang ihr 1999 The Nose am El Capitain, Yosemite frei zu klettern. 2003 gelang ihr die erste Rotpunktbegehung der Route Symphone de Liberte an der Eiger-Nordwand in einem Tag. 2006 folgte die Rotpunktbegehung der Pellisier (8b) in der Nordwand der Großen Zinne. 2012 eröffnete sie die Schwarze Madonna (8a+) am Untersberg. In den Jahren danach war sie an vielen großen Wänden weltweit unterwegs.

### Privatleben
Am 22. August 2000 wurde Papert Mutter von Sohn Emanuel. 2020 heiratet sie den slowenischen Sportkletterer und Bergsteiger Luka Lindic. Sie lebt heute mit ihrer Familie in Bayerisch Gmain. Sie ist Botschafterin des Vereins Athletes for Ukraine.

## Tourenliste
- 1997 Besteigung des Aconcagua
- 1998 Peruexpedition mit den Besteigungen von Nevado Pisco, Nevado Alpamayo, Nevado Artesonraju und Torre del Paron
- 1999 Yosemite El Capitan; Die Route „The Nose“
- 2001 erste Felskletterroute im französischen achten Grad
- 2002 verschiedenste (Eis-)kletterrouten
- 2003 Eiger-Nordwand, erste Rotpunktbegehung der Route „Symphonie de Liberte“ (damals die schwerste Route in der Wand) und Eiskletterrouten (Mixed) bis zum Grad (M 11)
- 2004 erste Felskletterroute im französischen Grad 8b „Schattenkönig“ in den Berchtesgadener Alpen
- 2006 Rotpunktbegehung der Route „Pellisier“ (im französischen Grad 8b) in der Nordwand der Großen Zinne.
- 2007 erste Wiederholung der bis dato wohl schwersten Mixed-Route der Welt Law and Order (M 13)
- 2009 Erstbegehung der Route „Power of Silence“' (7c+, 11 Seillängen) durch die Südwand des Middle Huey Spire in Kanada.
- 2009 Besteigung des kanadischen „Lotus Flower Tower“ im Begehungsstil Onsight über den Südostpfeiler (6b)
- 2010 Erstbegehung der Mixedrouten „Triple X“ (VIII, 8) am Ben Nevis und „Bavarinthia“ (IX, 9) im Coire an Lochain in den Cairngorms in Schottland
- 2011 „Super Cirill“ 9 Seillängenroute an der Parete di Sonlerto (Tessin) im Grad 8a/8a+
- 2011 „Great Walls of China“ 600 Meter am Mount Kyzyl Asker in Kirgistan; Schwierigkeit: ABO, WI 7+, M 7
- 2012 Wiederholung von „Illuminati“ M11+, WI 6+, Nähe St. Ulrich, Südtirol
- 2013 Erstbesteigung des Likhu Chuli I in Nepal.[10]
- 2013 Erstbegehung der Route „Azazar“ (8a, 9 Seillängen) in der Südwestwand der Tadrarate in Marokko.
- 2014 Erste Rotpunkt-Begehung der Route „Ohne Rauch stirbst du auch“ (8a, 17 Seillängen) an der Nordwand der Großen Zinne in Italien.
- 2015 Zweite Begehung der Mixedroute „Ritter der Kokosnuss“ (M 12), (WI5)[11]
- 2016 Fünfte Begehung von „Riders on the Storm“ VI 5.12d A3, am „Torre Central“ (Nationalpark Torres del Paine), Patagonien

## Erfolge im Eiskletterwettkämpfen
| Jahr | Platzierung                                                                                 |
| ---- | ------------------------------------------------------------------------------------------- |
| 2000 | 2. Platz im Weltcup in Saas Fee                                                             |
| 2001 | 1. Platz im Gesamtweltcup                                                                   |
| 2002 | 2. Platz im Gesamtweltcup                                                                   |
|      | 1. Platz bei den Weltmeisterschaften im Pitztal in den Disziplinen „Difficulty“ und „Speed“ |
| 2003 | 1. Platz im Gesamtweltcup                                                                   |
| 2004 | 1. Platz bei den Weltmeisterschaften (Difficulty)                                           |
| 2005 | 2. Platz bei den Weltmeisterschaften (Difficulty) und 1. Platz beim Bouldern                |
|      | 1. Platz bei den Europameisterschaften                                                      |
| 2006 | 1. Platz im Gesamtweltcup                                                                   |

## Publikationen
- Ines Papert, Karin Steinbach Tarnutzer: Im Eis – Wie ich auf steilen Routen meinen Weg fand. Malik-Verlag, München 2012, ISBN 978-3-492-40436-5
- Ines Papert: Vertikal – In den steilsten Wänden der Welt. Delius Klasing, Hamburg 2012, ISBN 978-3-7688-3521-3